# 21229 Sušil
21229 Sušil è un asteroide della fascia principale. Scoperto nel 1995, presenta un'orbita caratterizzata da un semiasse maggiore pari a 2,6369167 UA e da un'eccentricità di 0,0829910, inclinata di 1,14251° rispetto all'eclittica.